# Chrysotus latifacies
Chrysotus latifacies är en tvåvingeart som beskrevs av Van Duzee 1933. Chrysotus latifacies ingår i släktet Chrysotus och familjen styltflugor. Inga underarter finns listade i Catalogue of Life.